# كونكورديا (انتري ريوس)
سان أنطونيو دي بادوا دي لا كونكورديا (عادة ما يتم اختصارها إلى كونكورديا) هي مدينة تقع في الشمال الشرقي من مقاطعة إنتري ريوس في بلاد ما بين النهرين الأرجنتينية. بلغ عدد سكانها حوالي 149.450 نسمة في تعداد عام 2010، وهي المدينة الرئيسية للمقاطعة التي تحمل نفس الاسم.
تقع كونكورديا على الشاطئ الأيمن (الغربي) لنهر أوروغواي، مقابل مدينة سالتو في أوروغواي. ترتبط المدينتان بطريق بري/سكك حديدية تشكل جزءًا من مجمع سد سالتو غراندي (يبدأ من الجانب الأرجنتيني على بعد 18 كم شمالًا من وسط كونكورديا).

## المناخ
يظهر الجدول التالي التغييرات المناخية على مدار السنة لكونكورديا، انتري ريوس:
| البيانات المناخية لـكونكورديا، انتري ريوس | البيانات المناخية لـكونكورديا، انتري ريوس | البيانات المناخية لـكونكورديا، انتري ريوس | البيانات المناخية لـكونكورديا، انتري ريوس | البيانات المناخية لـكونكورديا، انتري ريوس | البيانات المناخية لـكونكورديا، انتري ريوس | البيانات المناخية لـكونكورديا، انتري ريوس | البيانات المناخية لـكونكورديا، انتري ريوس | البيانات المناخية لـكونكورديا، انتري ريوس | البيانات المناخية لـكونكورديا، انتري ريوس | البيانات المناخية لـكونكورديا، انتري ريوس | البيانات المناخية لـكونكورديا، انتري ريوس | البيانات المناخية لـكونكورديا، انتري ريوس | البيانات المناخية لـكونكورديا، انتري ريوس |
| الشهر                                     | يناير                                     | فبراير                                    | مارس                                      | أبريل                                     | مايو                                      | يونيو                                     | يوليو                                     | أغسطس                                     | سبتمبر                                    | أكتوبر                                    | نوفمبر                                    | ديسمبر                                    | المعدل السنوي                             |
| ----------------------------------------- | ----------------------------------------- | ----------------------------------------- | ----------------------------------------- | ----------------------------------------- | ----------------------------------------- | ----------------------------------------- | ----------------------------------------- | ----------------------------------------- | ----------------------------------------- | ----------------------------------------- | ----------------------------------------- | ----------------------------------------- | ----------------------------------------- |
| الدرجة القصوى °م (°ف)                     | 42.1 (107.8)                              | 40.6 (105.1)                              | 38.7 (101.7)                              | 35.3 (95.5)                               | 32.5 (90.5)                               | 30.4 (86.7)                               | 32.0 (89.6)                               | 35.6 (96.1)                               | 37.2 (99.0)                               | 36.9 (98.4)                               | 38.7 (101.7)                              | 40.7 (105.3)                              | 42.1 (107.8)                              |
| متوسط درجة الحرارة الكبرى °م (°ف)         | 32.2 (90.0)                               | 30.4 (86.7)                               | 28.8 (83.8)                               | 24.5 (76.1)                               | 20.8 (69.4)                               | 17.9 (64.2)                               | 17.8 (64.0)                               | 20.2 (68.4)                               | 21.8 (71.2)                               | 25.1 (77.2)                               | 27.7 (81.9)                               | 30.6 (87.1)                               | 24.8 (76.6)                               |
| المتوسط اليومي °م (°ف)                    | 25.8 (78.4)                               | 24.4 (75.9)                               | 22.8 (73.0)                               | 18.8 (65.8)                               | 15.3 (59.5)                               | 12.7 (54.9)                               | 12.2 (54.0)                               | 14.1 (57.4)                               | 15.7 (60.3)                               | 19.1 (66.4)                               | 21.7 (71.1)                               | 24.2 (75.6)                               | 18.9 (66.0)                               |
| متوسط درجة الحرارة الصغرى °م (°ف)         | 19.4 (66.9)                               | 18.8 (65.8)                               | 17.3 (63.1)                               | 13.8 (56.8)                               | 10.5 (50.9)                               | 8.2 (46.8)                                | 7.4 (45.3)                                | 8.6 (47.5)                                | 10.1 (50.2)                               | 13.2 (55.8)                               | 15.4 (59.7)                               | 17.7 (63.9)                               | 13.4 (56.1)                               |
| أدنى درجة حرارة °م (°ف)                   | 8.6 (47.5)                                | 7.4 (45.3)                                | 4.9 (40.8)                                | −0.3 (31.5)                               | −2.7 (27.1)                               | −5.0 (23.0)                               | −4.8 (23.4)                               | −4.2 (24.4)                               | −3.0 (26.6)                               | 1.4 (34.5)                                | 3.1 (37.6)                                | 4.9 (40.8)                                | −5.0 (23.0)                               |
| الهطول مم (إنش)                           | 133.9 (5.27)                              | 145.7 (5.74)                              | 156.5 (6.16)                              | 163.4 (6.43)                              | 99.7 (3.93)                               | 82.4 (3.24)                               | 52.2 (2.06)                               | 58.7 (2.31)                               | 85.6 (3.37)                               | 136.9 (5.39)                              | 140.8 (5.54)                              | 121.0 (4.76)                              | 1٬376٫8 (54.20)                           |
| متوسط أيام هطول الأمطار (≥ 0.1 mm)        | 8.3                                       | 8.4                                       | 8.2                                       | 9.0                                       | 7.8                                       | 7.8                                       | 6.9                                       | 6.4                                       | 7.1                                       | 8.8                                       | 7.8                                       | 7.8                                       | 94.3                                      |
| متوسط الرطوبة النسبية (%)                 | 63.5                                      | 70.1                                      | 72.4                                      | 77.5                                      | 79.8                                      | 81.0                                      | 78.0                                      | 73.9                                      | 71.4                                      | 70.4                                      | 67.1                                      | 63.7                                      | 72.4                                      |
| المصدر: Servicio Meteorológico Nacional ‏  |                                           |                                           |                                           |                                           |                                           |                                           |                                           |                                           |                                           |                                           |                                           |                                           |                                           |

## أعلام
- غوستافو بو
- ماركوس سينيسي
- ريميجيو مولينا
- غوستافو فرنانديز
- ليوناردو جودوي